# 1686 De Sitter
För andra betydelser, se de Sitter.
1686 De Sitter eller 1935 SR1 är en asteroid i huvudbältet som upptäcktes den 28 september 1935 av den holländske astronomen Hendrik van Gent i Johannesburg. Den har fått sitt namn efter den holländske astronomen Willem de Sitter.
Asteroiden har en diameter på ungefär 29 kilometer och den tillhör asteroidgruppen Themis.